# Parapercis stricticeps
Parapercis stricticeps és una espècie de peix de la família dels pingüipèdids i de l'ordre dels perciformes.

## Descripció
- Fa 18 cm de llargària màxima.[7]
- 5 espines i 22 radis tous a l'aleta dorsal i cap espina i 19 radis tous a l'anal.[7][8]

## Hàbitat i distribució geogràfica
És un peix marí i d'aigua salabrosa, demersal (fins als 20 m de fondària) i de clima subtropical, el qual viu al Pacífic occidental: els estuaris rocallosos de l'est d'Austràlia (Nova Gal·les del Sud i Queensland) i, probablement també, Nova Caledònia.

## Observacions
És inofensiu per als humans.